# Ferrovia Milano-Saronno
La ferrovia Milano-Saronno è una linea ferroviaria di proprietà regionale che collega la città di Milano, più precisamente dalla stazione di Milano Cadorna, a Saronno.
L'infrastruttura ferroviaria e le stazioni sono gestite da Ferrovienord. Il servizio passeggeri è espletato da Trenord sia nell'ambito del servizio ferroviario suburbano di Milano (linee S1, S3 e S13), sia di quello regionale lombardo (linee da e per Novara, Como e Varese-Laveno-Mombello) e del collegamento con l'Aeroporto di Milano-Malpensa (Malpensa Express).
Il tronco Milano Bovisa-Milano Cadorna è in comune con la ferrovia Milano-Asso.

## Storia
| Tratta         | Inaugurazione |
| -------------- | ------------- |
| Milano-Saronno | 22 marzo 1879 |

La linea ferroviaria nacque dalla volontà congiunta del finanziere belga Albert Vaucamp, degli ingegneri Ambrogio Campiglio ed Emilio Bianchi e del Dottor Giuseppe Grilloni. Nel 1874, essi presentarono il progetto di una ferrovia che collegasse Milano a Saronno e che potesse diventare linea di accesso al milanese della Ferrovia del San Gottardo. La convenzione per la concessione fu sottoscritta dai presentatori del progetto e dai ministeri dei lavori pubblici e delle finanze il 5 dicembre 1875 e fu approvata con la Legge del 21 maggio 1876, n. 3140.
L'anno successivo i concessionari ottennero la costruzione di una seconda linea ferroviaria che unisse la città ambrosiana a Erba. Il 12 dicembre dello stesso anno, essi costituirono la Società Anonima delle Ferrovie Milano-Saronno e Milano-Erba che fu autorizzata con Regio Decreto del 7 marzo 1878 a proseguire nella costruzione delle due ferrovie e a esercirle.
La ferrovia fu inaugurata ufficialmente il 22 marzo 1879 e aperta all'esercizio ordinario tre giorni dopo. Nel corso degli undici anni successivi, la Società Anonima, che nel 1883 cambiò la denominazione in Ferrovie Nord Milano, acquisì le concessioni ferroviarie della Società per le Ferrovie del Ticino (la Como-Varese-Laveno e la Saronno-Malnate) e ottenne l'esercizio della Novara-Seregno dalla concessionaria di quest'ultima. La Milano-Saronno diventò quindi il tronco portante di una rete ferroviaria che collegava la città ambrosiana ai laghi limitrofi e Novara alla Brianza.
In origine il tratto tra la stazione di Milano Cadorna e quella di Milano Bovisa, in comune con la Milano-Erba, era dotato di due binari a livello stradale, mentre il tratto tra Bovisa e Saronno era a binario singolo. Nel 1887 su richiesta della Società per le Strade Ferrate del Mediterraneo, che doveva ampliare lo scalo merci di Milano Porta Sempione, si procedette all'abbassamento in trincea del tratto che incrociava il tronco di collegamento tra la vecchia stazione Centrale e la stazione di Milano Porta Genova. Nel 1895, a seguito della necessità di ampliare il parco manovra di via Mario Pagano fu trasferito in trincea anche il tratto fino a Milano Cadorna.
Alla fine del XIX secolo, il traffico sull'intera linea aveva raggiunto livelli non sostenibili da un singolo binario, quindi le Ferrovie Nord presentarono un progetto di raddoppio ferroviario; insieme con esso si chiese anche di allargare i piazzali di Milano Bovisa e di Bollate. La convenzione fu accordata il 6 gennaio 1897 e fu approvata con Decreto ministeriale l'11 settembre. Il raddoppio del tronco fu aperto agli inizi del Novecento, sebbene il tratto Garbagnate-Saronno fosse già funzionante dal 7 agosto 1897, prima dell'emanazione del decreto.
Con il Regio Decreto del 22 agosto 1925 fu approvata la convenzione con la quale le Ferrovie Nord Milano si impegnavano ad attuare molte opere come l'abbassamento in trincea del restante tratto urbano tra Via Ferruccio e Via General Govone, l'introduzione del blocco automatico e l'elettrificazione a 3000 volt corrente continua. La trazione elettrica fu avviata lungo tutta la linea e lungo la Milano-Meda nel maggio 1929. Essa era alimentata da un'unica sottostazione presente a Novate Milanese.
Alla fine degli anni ottanta, si intrapresero i lavori di quadruplicamento, allo scopo di poter servire efficacemente le esigenze sia degli utenti dell'area urbana milanese sia di quelli provenienti dalle province limitrofe.
Il quadruplicamento fu attivato il 24 febbraio 1991 da Saronno a Garbagnate Milanese, il 2 luglio 1992 da Garbagnate a Novate Milanese, e nel marzo 1993 da Novate a Milano Bovisa.
Nel 1999 ebbero inizio i lavori per il quadruplicamento del tronco Milano Cadorna-Milano Bovisa: nel settembre del 2002 fu attivata la prima tratta, da Cadorna alla nuova fermata di Milano Domodossola. Tale impianto fu inaugurato il 15 maggio 2003, in sostituzione della precedente fermata di Milano Bullona. Infine, il 9 settembre 2007 è stata attivata la seconda tratta fino a Bovisa.

## Caratteristiche ferroviarie
La linea, in carico al gestore dell'infrastruttura Ferrovienord, è una ferrovia a quattro binari con scartamento ordinario di 1 435 mm, dotati di rotaie UNI 60. Due binari compongono la Linea Diretta (a ovest) e altri due la Linea Locale (a est).
La trazione è elettrica alla tensione 3000 volt in corrente continua tramite linea aerea di contatto per tutto il tracciato.
Presso la stazione di Novate Milanese è situato uno dei cinque depositi-officina di Trenord.

### Sicurezza
La ferrovia è completamente priva di passaggi a livello. Sulla linea è presente il SCMT (tecnologia RFI). La ripetizione dei segnali a bordo macchina è attiva su tutto il percorso.

### Regime di circolazione
La linea è interamente in regime di blocco automatico a correnti codificate.

### Sistema di esercizio
Il regime di esercizio in vigore è la dirigenza centrale diretta dal PCM Saronno, mentre Milano Bovisa, Saronno e Milano Cadorna sono dirette dai dirigenti movimento locali.

### Ranghi di velocità
La velocità massima da Milano Quarto Oggiaro a Saronno Sud (cioè in piena linea) sulla linea diretta è di 130 km/h per mezzi di rango A, 135 km/h per mezzi di rango B e di 140 km/h per mezzi di rango C; sulla linea lenta di 120 km/h per mezzi di rango A, B e C.

## Percorso
| Head station |

| Unknown route-map component "exCONTgq" | Unknown route-map component "eKRZu" | Unknown route-map component "exCONTfq" |

| Unknown route-map component "tHSTa@g" |

| Unknown route-map component "etHST" |

| Unknown route-map component "tSTRe" |

| Unknown route-map component "tdCONTgq" | Unknown route-map component "tSTRq" | Unknown route-map component "dKRZt" | Unknown route-map component "tCONTfq" | Unknown route-map component "d" |

| Unknown route-map component "dCONTgq" | Unknown route-map component "eSPLa+r" + Transverse track | Unknown route-map component "dKRZo" | Unknown route-map component "CONTfq" | Unknown route-map component "d" |

| Unknown route-map component "exSHI1c2" | Unknown route-map component "exvSHI1r-" + Unknown route-map component "v-STRl" | Unknown route-map component "dKRZo" | Unknown route-map component "STR+r" |  |

| Unknown route-map component "dvCONTgq" | Unknown route-map component "tvSTRe@fq" + Unknown route-map component "vENDExa-" | Unknown route-map component "STRq-" + Unknown route-map component "lMKRZo-" + Unknown route-map component "SPLa" + Unknown route-map component "vSTR+rf-" + Unknown route-map component "STRc2" | Unknown route-map component "dSTR+r-" + Unknown route-map component "MASKe" + Unknown route-map component "dSTR3" |  |

| Unknown route-map component "vSTRlg-" | Unknown route-map component "vSTR+rg-" + Unknown route-map component "v-STR+1" + Unknown route-map component "vBHF" | Unknown route-map component "STRc4" |

| Unknown route-map component "dCONTgq" | Unknown route-map component "d" + Unknown route-map component "v-STRr" | Unknown route-map component "SPLe" |  |

| Unknown route-map component "CONTgq" | Unknown route-map component "KRZu" | Unknown route-map component "CONTfq" |

| Stop on track |

| Unknown route-map component "SKRZ-Au" |

| Small bridge over water |

| Unknown route-map component "eBHF" |

| Station on track |

|  | Unknown route-map component "ABZgl" | Unknown route-map component "KDSTeq" |

| Stop on track |

| Unknown route-map component "eBHF" |

| Small bridge over water |

| Stop on track |

| Unknown route-map component "eHST" |

| Unknown route-map component "eHST" |

| Small bridge over water |

| Stop on track |

| Small bridge over water |

| Station on track |

|  | Unknown route-map component "SHI2gl" | Unknown route-map component "BS2c3" |

| Unknown route-map component "d" | Unknown route-map component "dSTR" | Unknown route-map component "dYRD" |

|  | Unknown route-map component "+d" | Unknown route-map component "xvSTR-STRl" | Unknown route-map component "exKDSTeq" | Unknown route-map component "exFACTORY" |

| Unknown route-map component "eHST" |

| Stop on track |

| Unknown route-map component "eBHF" |

| Stop on track |

| Unknown route-map component "SHI4+rq" | Unknown route-map component "THSTo" | Unknown route-map component "STR+r" |

| Unknown route-map component "dCONTgq" | Unknown route-map component "exSTR2+r" + Unknown route-map component "SHI4lq" | Unknown route-map component "exSTRc3" + Straight track | Straight track | Unknown route-map component "d" |

| Unknown route-map component "exSTRc1" | Small bridge over water + Unknown route-map component "eKRZ2+4u" | Small bridge over water + Unknown route-map component "exSTRc3" |

|  | Unknown route-map component "exSTRc1" + Straight track + Unknown route-map component "BS2c2" | Unknown route-map component "exSTR3+4" + Unknown route-map component "MASKe" + Unknown route-map component "BS2r" |

| Unknown route-map component "d" | Unknown route-map component "vBHF" |

| Unknown route-map component "STRc2" | Unknown route-map component "ABZg3" + Unknown route-map component "BS2c1" | Unknown route-map component "STRl+4h" + Unknown route-map component "lCONTf@Fq" |

| Unknown route-map component "CONT1" | Unknown route-map component "STR+c4" |  |

| Continuation forward |

Capolinea settentrionale della linea ferroviaria è la stazione di Saronno. Nel piazzale binari di quest'ultima convergono le linee ferroviarie provenienti da Novara e Malpensa, Varese e Laveno-Mombello e Como. All'uscita della stazione, la linea sottopassa il cavalcaferrovia della strada ferrata per Seregno e quindi percorre un lungo rettifilo toccando le stazioni di Saronno Sud, Caronno Pertusella, Cesate, Garbagnate Milanese, Garbagnate Parco delle Groane, Bollate Nord, Bollate Centro, Novate Milanese e quella di Milano Quarto Oggiaro. Dopo quest'ultima stazione, la linea prosegue ancora in rettilineo fino alla stazione di Milano Bovisa-Politecnico. Presso quest'ultima avviene la congiunzione con la ferrovia Milano-Asso, anch'essa affidata in concessione al Gruppo FNM, e al Passante ferroviario di Milano, gestito da RFI SpA. Dopo Milano Bovisa la ferrovia sovrappassa la linea che collega la stazione di Milano Porta Garibaldi a quella di Rho e percorre un lungo tratto in trincea che, passando per la ex stazione di Milano Bullona (chiusa nel 2003) e la stazione di Milano Domodossola, la porta al capolinea: la stazione di Milano Cadorna.
L'architettura dei fabbricati è uniforme e segue il modello del 1991 in occasione del quadruplicamento. I fabbricati viaggiatori sono strutture in acciaio dotate di ampie superfici vetrate.

## Traffico
Il servizio passeggeri della linea ferroviaria è svolto da tre linee suburbane, la S1, la S3 e la S13, e da quattro linee regionali (Malpensa Express, Novara-Saronno-Milano Cadorna, Laveno-Varese-Saronno-Milano Cadorna e Como-Saronno-Milano Cadorna). L'esercizio di tutte e sei le linee è espletato da Trenord sulla base del contratto di servizio stipulato con l'Amministrazione regionale lombarda nel 2009.
La Milano-Saronno è l'unico caso nel sistema suburbano milanese di applicazione rigorosa del principio di separazione tra traffico di livello comprensoriale e traffico di medio/lungo raggio in presenza di un'infrastruttura dotata di quattro binari. L'obiettivo è quello di garantire un servizio frequente da e per le stazioni della linea gravitanti nell'area metropolitana di Milano e un servizio rapido da e per le stazioni oltre Saronno. Per questo motivo, le linee S1 ed S3 fermano in tutte le stazioni tra quella di Saronno e quella di Milano Bovisa con una cadenza di 15 minuti tra una corsa S1 e una S3; a tali corse si aggiungono quelle della S13, tra Milano Bovisa e Garbagnate Milanese con fermata solo a Bollate Centro, in partenza quattro minuti dopo la S3 in direzione Milano. I treni regionali invece non effettuano alcuna fermata lungo lo stesso tratto; due binari (Linea Locale) sono dedicati esclusivamente ai convogli delle linee suburbane, mentre sugli altri due (Linea Diretta) sono instradati i treni regionali. Questi ultimi, in questo modo, possono viaggiare tra Saronno e Bovisa senza rallentamenti dovuti alla presenza di convogli più lenti in linea o all'organizzazione delle precedenze.
Anche il Malpensa Express percorre il tratto tra Bovisa Politecnico e Saronno senza effettuare fermate utilizzando la "Linea Diretta".